# イソマルトール
イソマルトール（Isomaltol）は香料として用いられる有機化合物で、マルトールの構造異性体。IUPAC名は1-(3-ヒドロキシ-2-フリル)エタノン（1-(3-Hydroxy-2-furyl)ethanone）、CAS番号[3420-59-5]。
常温では結晶で、水には溶けないが有機溶媒には溶ける。糖類を熱分解したとき（カラメルやパン、ケーキ）に生成し、マルトールなどとともにこれらの甘い香りの原因の一つとなっている。またイチゴなどの果物にも含まれる。食品添加物としてパン、ケーキなどに用いられる。